# Madman Entertainment
Madman Entertainment is een Australische uitgeverij en distributeur van films, documentaires en televisieseries. Hun uitgaves worden verspreid in Australië en Nieuw-Zeeland.
Het bedrijf werd in 1996 opgericht door Tim Anderson en Paul Wiegard, en het hoofdkantoor is gevestigd in Melbourne.
Madman werd op 1 mei 2006 verkocht aan Funtastic Limited voor een bedrag van 34,5 Australische dollar. In maart 2014 kochten de oprichters het bedrijf weer terug.

## DocPlay
DocPlay is een betaalde streamingdienst die is gericht op het uitzenden van documentaires. De dienst startte op 1 december 2016 met 130 titels. In juli 2019 bereikte Madman een overeenkomst met ABC Commercial om de dienst uit te breiden met lokaal geproduceerde content.